# 喬治·凡·哈特倫
喬治·愛德華·馬丁·凡·哈特倫（英語：George Edward Martin Van Haltren，1866年3月30日—1945年10月1日），為前美國職棒大聯盟的外野手。生涯曾效力於白長襪(今小熊)、瓦德奇蹟、金鶯、海盜與巨人等隊。

## 生平

### 職業生涯
1887年6月，哈特倫登上大聯盟。他在菜鳥年同時擔任投手與外野手，拿下11勝7敗，繳出2成03的打擊率。隔年他拿下13勝13敗，並繳出2成83的打擊率。1889年，他成為全職外野手。整季打擊率為3成22，並打回81分打點。1890年，他在球員聯盟重回二刀流身分，拿下15勝10敗，打擊率為3成35。1891年，他首度擔任游擊手。雖然守備方面表現一團糟，但仍繳出3成18的打擊率。1892年，他首度同時執教，但僅帶隊拿下1勝10敗。球季中，金鶯將他交易到海盜，換來喬·凱里和2,000美元。整季他的打擊率為2成93，隔年打擊率來到3成38。
1893年11月，哈特倫被交易到巨人，海盜獲得2,500美元。1894年，他繳出3成31的打擊率，並打回生涯新高的105分打點。球隊最後在坦波盃拿下冠軍。1895年至1901年間，哈特倫都能維持3成以上的打擊率。其中他在1900年拿下盜壘王。1902年5月，哈特倫在比賽中傷到腳踝，導致他球季報銷。隔年他受到傷勢影響，整季打擊率最後只有2成57。他也在球季結束後被巨人釋出。他生涯累積1,642次得分，在19世紀棒球選手中名列第8，在大聯盟歷史也有37名。

### 晚年
1904年，哈特倫在小聯盟擔任外野手兼總教練，並繳出2成70的打擊率。隔年他轉隊到奧克蘭橡樹，並一直待到1909年。接著他在海盜當了5年的球探，並回到奧克蘭擔任車床操作工。
哈特倫在1889年結婚，並育有2女。後來他在1945年去世。

## 生涯成績
| 出賽次數 | 打席  | 打數  | 得分  | 安打  | 二安 | 三安 | 全壘打 | 打點  | 盜壘 | 保送 | 三振 | 打擊率 | 上壘率 | 長打率 | OPS  |
| -------- | ----- | ----- | ----- | ----- | ---- | ---- | ------ | ----- | ---- | ---- | ---- | ------ | ------ | ------ | ---- |
| 1,990    | 9,020 | 8,043 | 1,642 | 2,544 | 286  | 161  | 69     | 1,015 | 583  | 871  | 498  | .316   | .386   | .418   | .803 |

## 參看
- 美國職棒大聯盟安打排行榜
- 美國職棒大聯盟三壘安打排行榜
- 美國職棒大聯盟得分排行榜
- 美國職棒大聯盟盜壘排行榜
- 美國職棒大聯盟打點排行榜
- 美國職棒大聯盟救援王
- 美國職棒大聯盟盜壘王

## 外部連結
- 球員資訊和成績在MLB，ESPN，Baseball-Reference，Fangraphs（英文）